# 여광 (후량)
여광(呂光, 338년 ~ 399년, 재위：386년 ~ 399년)은 중국 오호 십육국 시대 후량(後凉)의 초대 천왕이다. 자는 세명(世明), 묘호는 태조(太祖), 시호는 의무황제(懿武皇帝)이다.

## 즉위 이전
여광은 저족(氐族)으로 약양(略陽) 출신이다. 아버지는 여파루(呂婆樓)로 전진(前秦)의 중신이었다. 여광은 전진의 장수로 각지에서 활약하였고 383년에는 사지절·도독서역정토제군사(使持節、都督西域征討諸軍事)로 임명되어 서역 원정에 나섰다. 12월에 서역에 도착한 여광은 쿠처(龜玆)를 공격하여 점령하고 서역 일대를 평정하였다. 서역에는 불승으로 중원에 이름이 널리 알려진 구마라습(鳩摩羅什)이 있었는데, 여광은 구마라습의 신병을 확보할 것을 명령받아 구마라습을 모시기도 하였다.
이 당시 전진의 부견(苻堅)은 비수대전에서 패배하여 몰락하고 있었으나 혼란으로 인해 교통이 마비되어 여광은 서역 평정 이후에 추가적인 명령을 받지 못하였다. 여광은 서역 일대에서 정착하여 살고자 하였으나 구마라습이 중원으로 돌아갈 것을 권하여 385년에 귀향길에 올랐다. 고창(高昌)에 도착한 여광은 양주자사(凉州刺史) 양희를 공격하여 무너뜨리고 양주를 장악하였다. 386년 초, 과거 전량(前凉) 왕실의 후예인 장대예(張大豫)가 반란을 일으켜 하서회랑 일대를 장악하였다. 이 반란에는 독발부(禿髮部), 흉노(匈奴) 등이 개입하여 2년 여를 끌었으며 여광은 서역과 교통이 단절되어 큰 곤란을 겪었다.

## 치세
386년 10월, 여광은 부견의 사망 소식을 듣고 부견에게 시호를 올렸다. 또한 부견의 계승자를 자처하기 위해 태안(太安)으로 개원하였으며 뒤이어 주천공(酒泉公)을 자칭하며 독립 정권을 세웠다. 387년 말에 장대예의 반란을 진압한 여광은 389년에 삼하왕(三河王)을 자칭하였고, 396년에는 국호를 대량(大凉)으로 정하고 천왕(天王)에 즉위하였다. 독발부, 흉노 등 양주 일대의 여러 세력들을 복속시키고 양주를 평정한 여광은 걸복부(乞伏部)의 서진(西秦)을 지속적으로 공격하였고, 397년에는 대대적으로 공격하여 금성(金城 : 간쑤 성 란저우)을 점령하였다.
그러나 후량에 복속해 있던 독발부의 독발오고(禿髮烏孤)가 거병하여 금성을 점령하였고, 뒤이어 장액(張掖), 건강(建康) 일대에서 단업(段業), 저거몽손(沮渠夢遜) 등이 반란을 일으켜 하서회랑 서쪽을 장악하여 후량은 분열되기 시작하였다. 여광은 이들을 토벌하기 위해 여찬(呂纂)을 파견하였으나, 수도 고장(姑臧)에서 곽논(郭黁)이 반란을 일으켜 동원성(東苑城)을 장악하여 여찬을 다시 불러들였다. 수도에서 일어난 반란은 서평(西平)에서도 이에 호응하는 양궤(楊軌)의 반란이 일어나고 독발오고가 원군을 보내기도 하여 1년 여를 끌었다. 398년 6월 경에 곽논 등을 격파하는데 성공하여 수도는 안정되었으나 지방의 반란은 진압하지 못하고 계속되었다. 병으로 쇠약해진 여광은 399년에 태자 여소(呂紹)에게 양위하고 태상황제를 자칭했으며 곧이어 병사하였다.

## 참고 문헌
- 《자치통감(資治通鑑)》
- 《진서(晉書)》

| 전임 - | 제1대 후량 황제 386년 ~ 399년 | 후임 여소(呂紹) |